# Мхитар-Бек
Мхитар-Бек (арм. Մխիթար Բեկ, ум. 1727/1730) — армянский полководец; деятель армянского национально-освободительного движения. Сподвижник Давид-Бека, а после его смерти (1725/28) — руководитель армянского национального движения.

## Биография
Мхитар Бек был сподвижником лидера армянского национально-освободительного движения Давид-Бека. Обстоятельства его происхождения, а также дата и место рождения точно не установлены. После смерти в 1725 или 1728 году Давид-Бека он был выбран главнокомандующим армянскими войсками и возглавил движение в области Сюник. Находясь в осаде турок в крепости Алидзор, через потайные ходы Мхитар Бек вывел 300 преданных воинов из укрепления. Затем, внезапно атаковав и разбив турецкие войска, обратил их бегство, освободив тем самым крепость от осады. В результате прорыва осады и внезапного нападения армянского войска противнику был нанесён большой урон. После деблокады Алидзора, войска Мхитар-Бека освободили крепость Капан. Далее Мхитар-бек, пополнив своё войско добровольцами, пошёл на Мегри, где, разбив турецкое войско, овладел крепостью. Освободив крепость Мегри, армянские ополченцы продолжили преследовать турецкие войска, отступающие по ущелью Узун-банд к Араксу. Мхитар-бек послал туда часть своих людей, которые, перекрыв все выходы из ущелья, разбили турецкое войско.
Однако успехи Мхитар-бека оказались непродолжительными, так как вскоре начались внутренние раздоры среди военачальников и руководителей, один из которых перешёл на сторону турок. Мхитар продолжал борьбу и ему удалось занять город Ордубад. Во время второго наступления турок на Капан, Мхитар-бек и его военачальники, собравшись вместе у дверей церкви Сурб Аствацацин в Алидзоре, составили и отправили послание в Россию, в котором, отмечая разорение страны и ожесточенное сопротивление армян наступавшим турецким войскам, просили у неё помощи. Документ, поставив свои родовые печати, подписали Мхитар-Бек и семь его военачальников. Спустя какое-то время после написания письма, турки с новыми крупными силами стали осаждать крепость Алидзор, откуда Мхитар-бек вынужден был бежать в деревню Хндзореск, где в 1727 или 1730 году, согласно одной версии, был убит тамошними предателями, а согласно другой версии, погиб в бою с турками.

## Галерея

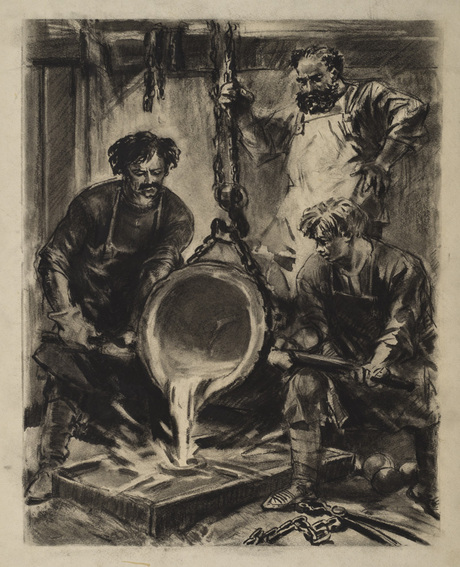
Иллюстрация к историческому роману Мхитар Спарапет Эдуарда Исабекяна
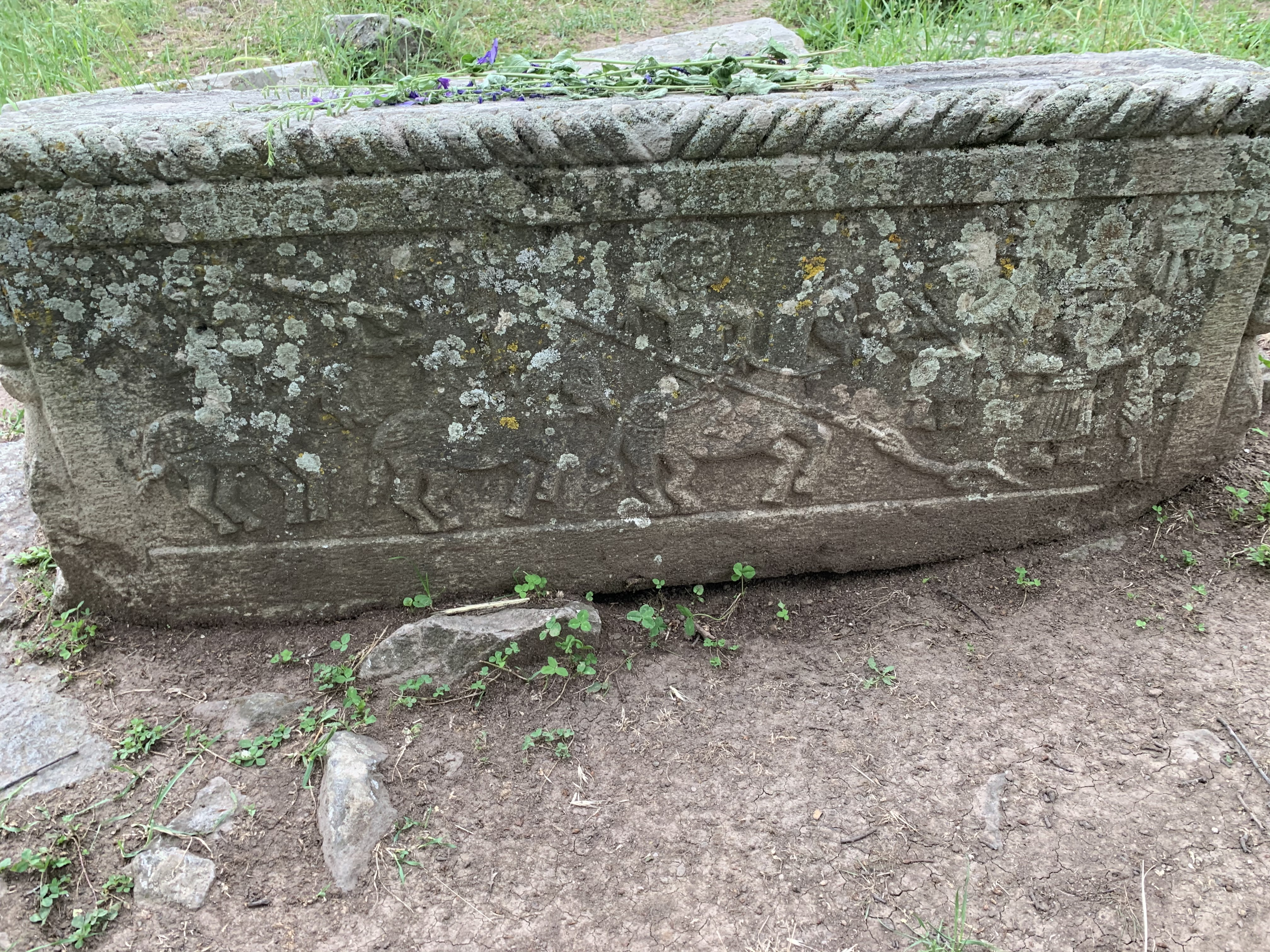
Надгробная плита на кладбище возле пустыни XIX века в селении Хндзореск
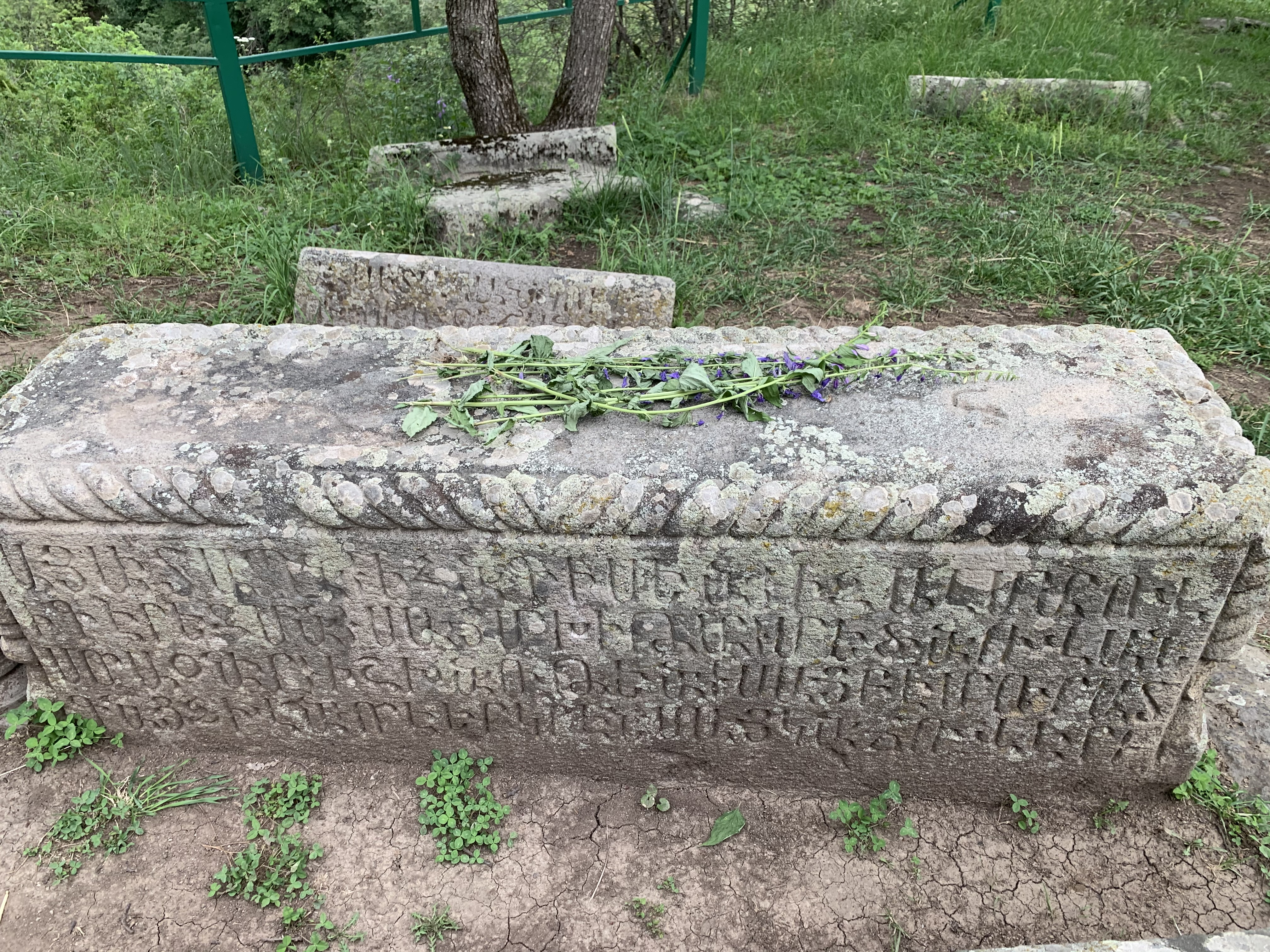

## В кино
- «Звезда надежды» — реж. Эдмонд Кеосаян; в роли Мхитара Спарапета — Армен Джигарханян.